# Titularbistum Pisita
Pisita ist ein Titularbistum der römisch-katholischen Kirche. ist ein Titularbistum der römisch-katholischen Kirche.
Es geht zurück auf einen untergegangenen Bischofssitz in der gleichnamigen antiken Stadt, die in der römischen Provinz Africa proconsularis (heute nördliches Tunesien) lag. Der Bischofssitz war der Kirchenprovinz Karthago zugeordnet.
| Titularbischöfe von Pisita |                                   |                                                          |                   |                  |
| Nr.                        | Name                              | Amt                                                      | von               | bis              |
| 1                          | Giovanni C. Luigi Marinoni OFMCap | Apostolischer Vikar von Eritrea (Kaiserreich Abessinien) | 21. Juli 1936     | 12. August 1961  |
| 2                          | Yves-Georges-René Ramousse MEP    | Apostolischer Vikar von Phnom-Penh (Kambodscha)          | 12. November 1962 | 26. Februar 2021 |
| 3                          | Guillaume Leschallier de Lisle    | Weihbischof in Meaux (Frankreich)                        | 15. Oktober 2021  |                  |